# Janata Dal (United)
Janata Dal (United) (hindi: जनता दल) jest partią polityczną w Indiach. Została założona 30 października 2003 roku. Aktualnym liderem partii jest Nitish Kumar.